# Kituro Rugby Club

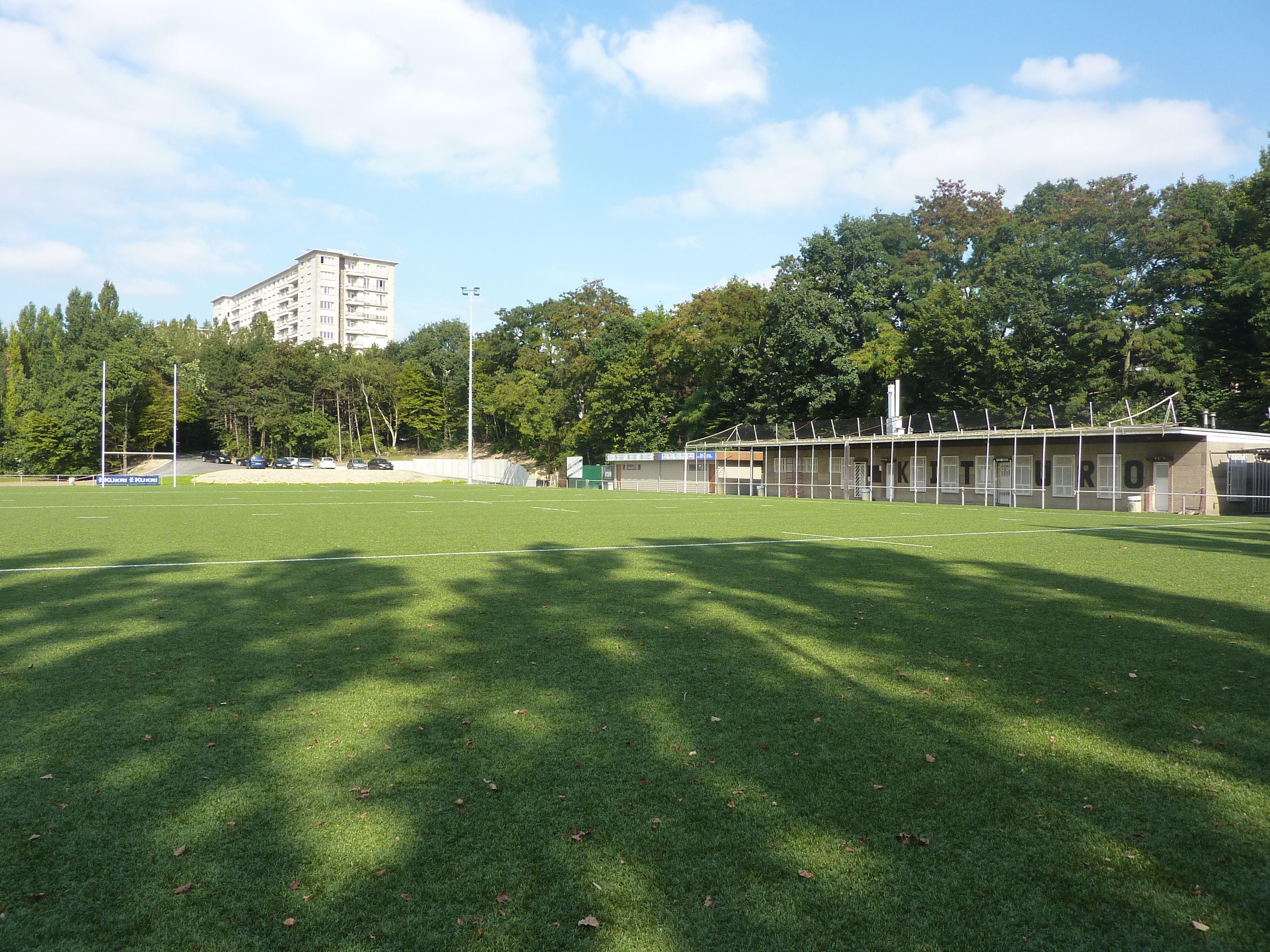
Kituro Rugby Club

O Kituro Rugby Club é um clube de rugby situado em Schaerbeek, Bruxelas, Bélgica.

## Palmarés
- Campeonato Belga (4) : 1967, 1996, 2009, 2011.
- Copa da Bélgica (6) : 1969, 1977, 1981, 1983, 1993, 1998.

## Ligação externa
- «Sítio oficial» (em francês)